# Olivia de Havilland

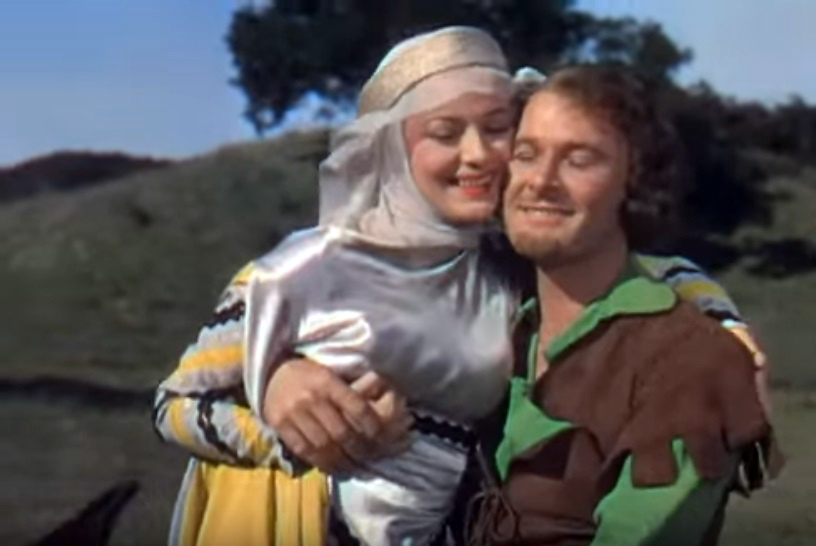
De Havilland en Errol Flynn in The Adventures of Robin Hood (1938)

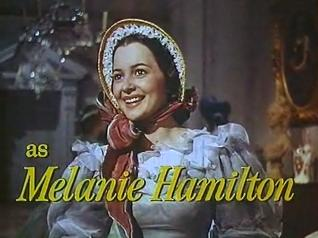
Als Melanie Hamilton in Gone with the Wind (1939)

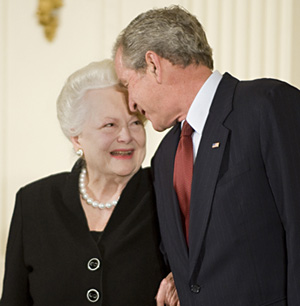
Olivia de Havilland en George W. Bush in 2008

Olivia Mary de Havilland (Tokio, 1 juli 1916 – Parijs, 26 juli 2020) was een Brits-Amerikaans actrice. Ze won eind jaren 40 van de twintigste eeuw tweemaal een Oscar voor beste actrice.

## Biografie
Olivia werd geboren in Tokio, als dochter van de Britse octrooigemachtigde Walter de Havilland en de actrice Lilian Fontaine. De actrice Joan Fontaine was haar jongere zus. De familie verhuisde naar Amerika in 1918. Haar acteercarrière begon in 1935. In de jaren 30 en 40 speelde ze vaak in films met Errol Flynn als tegenspeler. In 1939 brak ze definitief door met haar rol in het filmepos Gone with the Wind.
Op het einde van de Tweede Wereldoorlog was ze onder anderen met Humphrey Bogart en Ronald Reagan lid van HICCASP, (Hollywood) Independent Citizens Committee of the Arts, Sciences and Professions, een vereniging van mensen uit de filmindustrie ter ondersteuning van de New Deal-erfenis van president Franklin Delano Roosevelt. Zij nam in 1946 samen met de toekomstige president ontslag, toen bleek dat deze sociaalgerichte organisatie feitelijk beheerst werd door de communistische partij; Reagan zou later de FBI informeren over deze organisatie. 
Nog in 1946 won ze haar eerste Oscar voor haar rol in To Each His Own. In 1949 won ze opnieuw voor de film The Heiress, onder regie van William Wyler.
In de jaren 40 had ze een relatie met de regisseur John Huston. In 1946 trouwde ze met Marcus Goodrich. Ze kregen een zoon, Benjamin en scheidden in 1953. In 1955 trouwde ze met Pierre Galante, met wie ze in 1956 dochter Giselle kreeg. In 1979 kwam ook aan dit huwelijk een einde.
Ze was bevriend met actrices Gloria Stuart en Bette Davis. De relatie met haar zus Joan Fontaine bekoelde toen beide merkten dat ze concurrenten waren in het Hollywood van de jaren 40. De Havilland en Fontaine zijn de enige zussen die allebei een Oscar voor beste actrice wonnen.
Olivia de Havilland werd in juni 2017 geridderd tot dame in de Orde van het Britse Rijk. Ze was de laatste nog levende grote filmster uit de jaren 30 en 40 en de oudste nog levende Oscar-winnares. Ze overleed op 104-jarige leeftijd in Parijs, waar zij al vanaf 1960 woonde.

## Oscars
- 1939: nominatie voor beste vrouwelijke bijrol voor Gone with the Wind.
- 1941: nominatie voor beste actrice voor Hold Back the Dawn.
- 1946: Oscar voor Beste Actrice voor To Each His Own.
- 1948: nominatie voor beste actrice voor The Snake Pit.
- 1949: Oscar voor Beste Actrice voor The Heiress.